# Cécile est morte!
Cécile est morte ! je francouzský kriminální film z roku 1943, který režíroval Maurice Tourneur podle stejnojmenného románu Georgese Simenona. Snímek měl světovou premiéru 8. března 1944.

## Děj
Inspektora Maigreta posledního půl roku denně navštěvuje nenápadná žena ve staromódním oblečení. Cécile Pardon, jak si říká, pokaždé vypráví stejný příběh. Bydlí s nevrlou starou dámou, její tetou, a často slyší tajemné příchody a odchody. Maigret tomuto neustále opakovanému prohlášení nepřikládá žádný význam. O pár dní později je v hotelovém pokoji nalezeno tělo mladé ženy. Vrah ji uškrtil a poté jí uřízl hlavu. Její totožnost je proto neznámá. K Maigretově údivu je na zrcadle v místnosti napsáno slovo Cécile. Inspektor jde přímo k tetě Cecile, paní Boynetové. Ta ho však vyhodí ze dveří. Nájemníci domu, kde Cécile bydlí, nic nevědí. Ani pan Dandurand, starý mládenec a ředitel charitativní organizace pro děti bez domova, který žije ve čtvrtém patře. Druhý den ráno se Maigret dozvídá jméno zavražděné ženy - Gilberte Pardon. Byla to Cecilina sestra. Spěchá k paní Boynetové, kterou ale najde uškrcenou. Během vyšetřování se detektiv dozví, že Cécile byla zabita stejným způsobem přímo na policejní stanici. Maigret vyslýchá nájemníky z domu. Od pana Danduranda se dozví, že vdova Boynetová byla velmi bohatou majitelkou společností a Dandurand byl jejich jednatelem. V noci ho přijímala na obchodní jednání. Na pohřbu zavražděné se hlásí jeden z legitimních dědiců tety. Klíčem k záhadným zločinům jsou kompromitující papíry, které pro vdovu uschoval u sebe doma, a které nyní dává k dispozici policii. Stopa vede k právníkovi Machepiedovi.

## Obsazení
| Albert Préjean    | komisař Maigret           |
| Santa Relli       | Cécile Pardon             |
| Germaine Kerjean  | Juliette Boynet           |
| Luce Fabiole      | madame Petitot, domovnice |
| Liliane Maigné    | Nouchi Tivechy            |
| André Gabriello   | inspektor Lucas           |
| Jean Brochard     | Charles Dandurand         |
| Yves Deniaud      | Joseph Machepied          |
| Marcel Carpentier | doktor Pierre             |
| Marcel André      | ředitel soudní policie    |
| Charles Blavette  | Monfils                   |
| André Reybaz      | Gérard Pardon             |
| Henry Bonvallet   | vyšetřovací soudce        |